# Pherotesia confusata
Pherotesia confusata là một loài bướm đêm trong họ Geometridae.